# Rumpegylet, Skåne
Rumpegylet är en sjö i Osby kommun i Skåne och ingår i Skräbeåns huvudavrinningsområde.